# Heiner Parra
Heiner Rodrigo Parra Bustamente (nascido em 9 de outubro de 1991) é um ciclista profissional colombiano, mais conhecido como Heiner Parra. Atualmente, compete para a equipe Caja Rural-Seguros RGA.